# وزیر خان

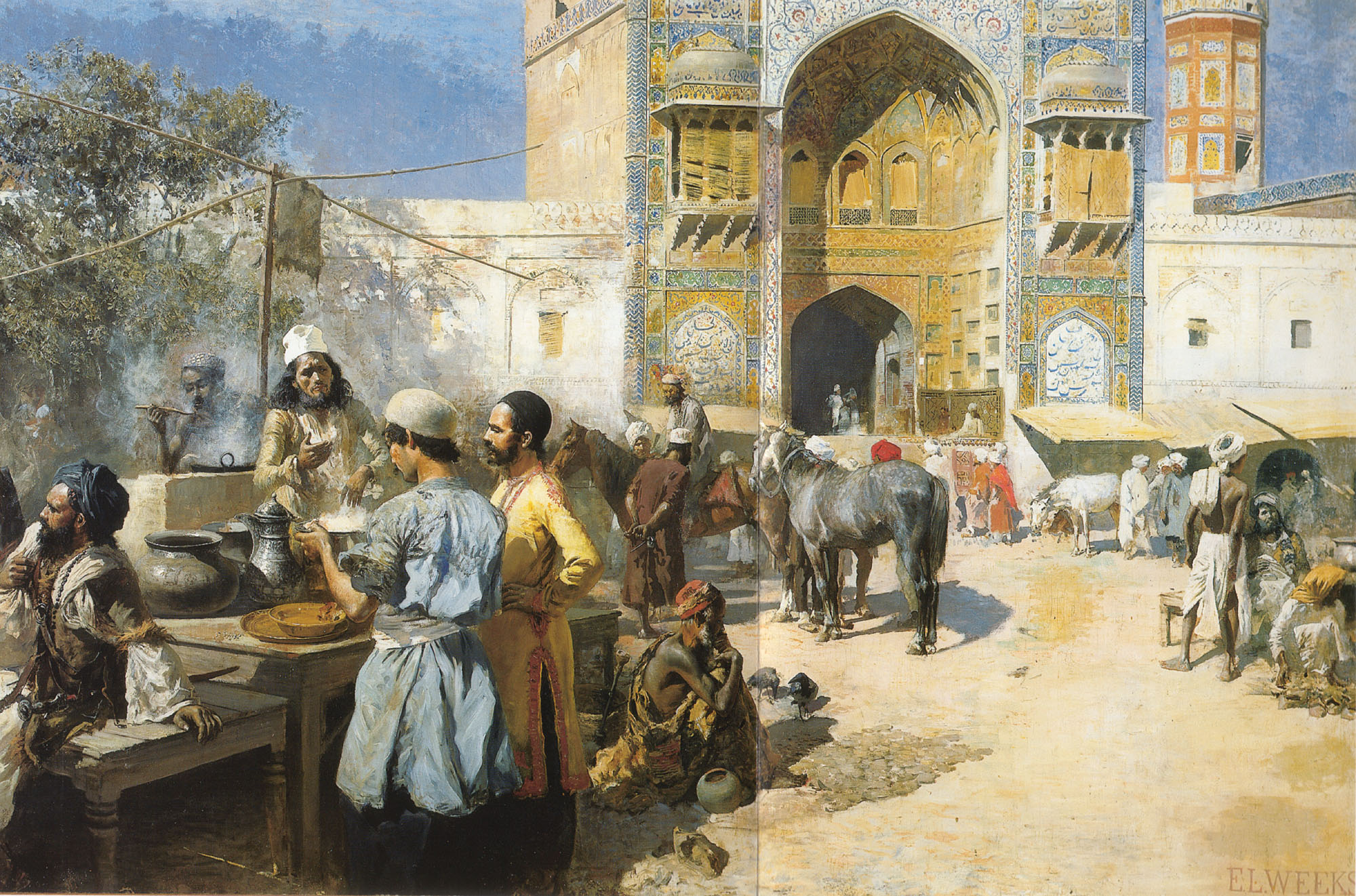
بازار روبروی مسجد وزیرخان

حکیم شیخ علیم‌الدین انصاری معروف به وزیر خان پزشک در بار شاه جهان بود. او اصالتاً اهل چنیوت بود و خانواده‌اش به لاهور مهاجرت کرده بودند. او در طول زندگی‌اش خدمات زیادی به دربار گورکانی کرد و یکی از اشرافیان لاهور شد. او در دوره‌ای قاضی لاهور بود.